# Acanthostega
Acanthostega (care înseamnă „acoperiș spinos”) este un gen dispărut de tulpină-tetrapode, printre primele animale vertebrate care au membre recunoscute. A apărut în perioada Devoniană târzie (epoca Famenniană) cu aproximativ 365 de milioane de ani în urmă și a fost intermediar din punct de vedere anatomic între peștii cu aripioare lobe și cei care erau pe deplin capabili să vină pe uscat.